# André Simone

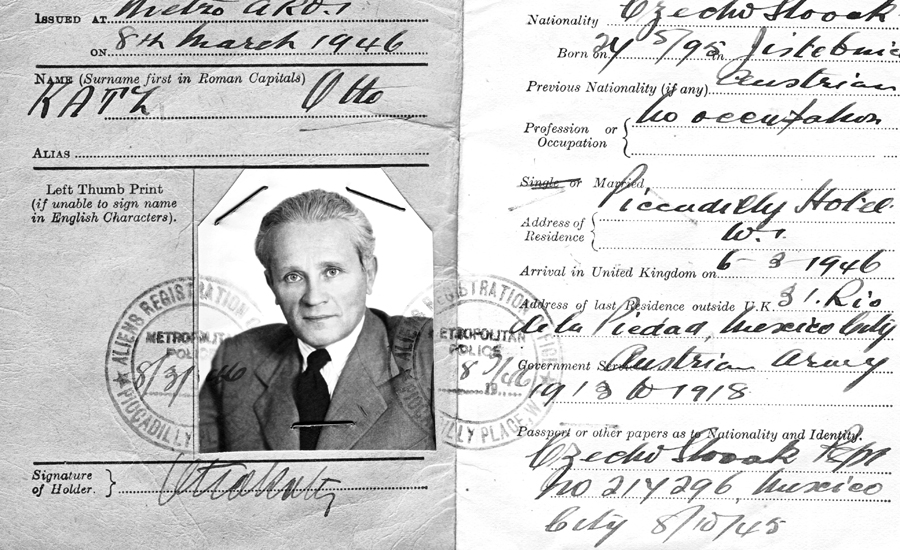
Certifikát na jméno Otto Katz opravňující svého majitele k dočasnému pobytu ve Velké Británii při návratu do vlasti v roce 1946

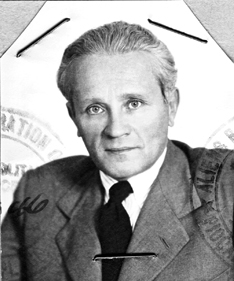
Detail fotografie z certifikátu na jméno Otto Katz opravňující svého majitele k dočasnému pobytu ve Velké Británii při návratu do vlasti v roce 1946

André Simone, vlastním jménem Otto Katz (27. května 1895 Jistebnice – 3. prosince 1952 Praha), byl český novinář, spisovatel a politický pracovník. V odboji proti nacismu používal i pseudonym Rudolf Breda.

## Životopis

### Přelom století
Narodil se jako nejmladší ze tří synů v rodině židovského obchodníka s látkami Eduarda Katze (* 1864) a jeho manželky Otilie (* 1879), rozené Schulhofové, v Jistebnici v rozvětvené větve Katzů. Když bylo Ottovi pět let, rodina se přestěhovala do Prahy, kde otec přijal místo vrchního inspektora v obchodní pojišťovně Assicurazioni generali, v roce 1903 matka odvezla syny do Znojma. Po studiu a po skončení 1. světové války se na přelomu let 1918/1919 zúčastnil revolučních událostí v Německu. Sám Katz během války několikrát zběhl, načež byl vojenským soudem převelen do trestanecké jednotky. Zajímavostí je, že jeho milenkou byla světoznámá Marlene Dietrich. 

### V Německu
V roce 1924 začal v Berlíně pracovat v redakci levicového Das Tagebuch, v 1927 byl provozním ředitelem avantgardního Proletářského divadla v Berlíně (založil Erwin Piscator). Od 1929 byl Otto Katz zaměstnán v nakladatelství Mezinárodní dělnické pomoci, které vedl Willi Münzenberg (1889-1940; šéf propagandy německé KS) a který ho později (1932) vyslal do Moskvy. Zde jako člen Kominterny prošel školením a stal se (?byl?) agentem OGPU (sovětská tajná služba).

### Ve Francii
Po nástupu Hitlera k moci (1933) odešel Willi Münzenberg do Francie, založil tam protifašistické nakladatelství Editions du Carrefour a povolal k sobě i Otto Katze. Ten přijal jméno André Simone a pod tímto jménem potom dále vystupoval (i v USA a v Mexiku). Ve Francii byl Simone od 1936 v tiskové agentuře-kanceláři, která zprávami a komentáři psala v komunistickém duchu o španělské občanské válce. V roce 1937 agenturu A. Simone sám vedl (agenturu založil Münzenberg se španělským ministrem zahraničí Alvarazem del Vayo).
Během své služby pro OGPU se Simone údajně podílel na likvidacích komunistů i nekomunistů. Zmiňován je hlavně jeho záhadně zesnulý blízký spolupracovník Münzenberg. NKVD také poslalo Katze do Hollywoodu „verbovat“ agenty pro Moskvu. Zajímavostí je, že děj filmu Casablanca se částečně inspiroval životem Simoneho. Zanedlouho se o jeho aktivity začala zajímat FBI a tak Katz-Simone „zmizel“ do Mexika. Odjel tam v říjnu 1940 s manželi Kischovými. Činnost André Simona byla vázána především na německou antifašistickou kolonii a německé publikum v zemi; byl zahraničně politickým poradcem odborového předáka Lombarda Toledana; jako československý občan pracoval pro popularizaci Československa a československého antifašistického exilu; jako člen Československo-mexické asociace (Asociación checoslovaco-mexicana) se podílel na ustavení a profilaci tiskového orgánu československé kolonie v Mexiku – El Checoslovaco en Mexico. Z Mexika André Simone v polovině února 1946 odjel se svou ženou a manželi Kischovými. Po zastávkách v New Yorku, Londýně a Frankfurtu nad Mohanem přijeli 21. března 1946 do Prahy.

### V ČSR
V Praze se Simone stal komentátorem a vedoucím zahraničního oddělení Rudého práva (údajně zde také byl pověřen dohledem na české komunisty). Zúčastnil se Mírové konference v Paříži (srpen 1946). Když potom Molotov vyjádřil nespokojenost nad „světoběžníkovou“ pařížskou účastí, byl André Simone odsunut z žurnalistického výsluní. Dle tvrzení agenta britské tajné služby E. H. Cookridge se podílel i na retušování „sebevraždy“ Jana Masaryka v březnu 1948. Ve velkém politickém procesu (1951 – 1952) s Rudolfem Slánským a spol. byl též obviněn a odsouzen k trestu smrti a 3. prosince 1952 popraven. Po zadržení Rudolfa Slánského byl Katz přesvědčen, že obvinění vznesená proti Slánskému jsou pravdivá. Dokonce psal dopis Gottwaldovi, kde se za jeho zadržení přimlouvá.  Ve svým dopisech (již ve vězení) manželce psal, že si musel nechat vytrhnout dva další zuby. Skutečnost však byla taková, že mu zuby byly vybity brutálními praktikami StB a vyšetřovatelů. Pravdu o výsleších samozřejmě napsat nemohl, neboť veškeré dopisy byly kontrolovány a často mu bylo diktováno co má býti jejich obsahem.  V roce 1963 byl Simone rehabilitován a 30. dubna 1968 mu byl prezidentem ČSSR Svobodou udělen in memoriam Řád republiky, který převzala vdova Ilsa Katzová-Simonová.

## Rodina
- Leopold Katz (strýc) – JUDr., mecenáš umění, nálezce Jistebnického kancionálu
- Hynek Katz (prastrýc) – vlastenec, poštmistr v Jistebnici, v roce 1848 v Národní gardě
- Adolf Katz (strýc) – poštmistr v Jistebnici, veřejně činný, vlastenec, zakladatel místních sadů
- Viktor Katz (bratranec) – právník, známý český numismatik
- Petra Katzová (dcera)

## Dílo
- Seznam děl v Souborném katalogu ČR, jejichž autorem nebo tématem je André Simone
- André Simone: J´accuse! (Žaluji) O těch, kdož zradili Francii, Svoboda, Praha, 1947
- André Simone: Hitler en Espagne (Hitler ve Španělsku), 1938

## Zajímavost
Postava feldkuráta v Haškově Švejkovi je pojmenována právě po tomto O. Katzovi (s mírným odkazem na jeho strýce Leopolda). Po 1. sv. válce se anarchistická avantgarda spisovatelů, jako byli Hašek a Kisch, zorganizovala do trockistické Kominterny, jejímž členem byl samozřejmě i Otto Katz. Haškův satirický obraz kazatele došel částečného naplnění v roce 1940, když se Katz stal politrukem v Mexiku.